# Farga de Tuixent
La Farga de Tuixent és una obra de Josa i Tuixén (Alt Urgell) inclosa a l'Inventari del Patrimoni Arquitectònic de Catalunya.

## Descripció
Es coneix documentalment l'existència d'aquesta farga i després s'utilitzà com a molí i solament ha arribat als nostres dies la descarrega de l'aigua i uns munts de pedres tal com es veu en la fotografia. Damunt de la volta de descarrega de l'aigua hi queda una mola amb un cercle de ferro que l'envolta i dins la volta un tub de fusta amb una argolla de ferro, sens dubte restes de la seva darrera utilització com molí. La part superior de les parets que queden estan rejuntades amb terra i seria convenient consolidar per evitar la seva desaparició.

## Història
Aquesta farga després de deixar de funcionar com a tal, la seva força hidràulica va continuar essent aprofitada com a molí, i eixís acabà els sues dies deixant d'utilitzar-se i enrunant-se i per aquest motiu és anomenat "el Molí de la Farga" tal com podem comprovar, encara que castellanitzat en el mapa del I.G.N.